# آرامستان توخماخ
آرامستان توخماخ (ارمنی: Թոխմախի գերեզմանատուն) یا آرامستان مرکزی ایروان یک آرامستان در ایروان پایتخت جمهوری ارمنستان می‌باشد.

## خاکسپاری‌ها
برخی از ارمنی‌های معروفی که در اینجا به خاک سپرده شدند.
| نام                                 | تاریخ زندگانی | پیشه |
| ----------------------------------- | ------------- | ---- |
| شاوارش آقابابیان                    | ۱۹۰۰–۱۹۶۷     |      |
| گارگین آقبالیان                     | ۱۹۰۲–۱۹۷۲     |      |
| ولادیمیر آباجیان                    | ۱۹۲۷–۲۰۱۳     |      |
| گئورگ آبوف                          | ۱۸۹۷–۱۹۶۵     |      |
| شوشانیک آپویان                      | ۱۹۲۳–۲۰۱۵     |      |
| روبرت آتایان                        | ۱۹۱۵–۱۹۹۴     |      |
| سوکرات آراکلیان                     | ۱۹۱۷–۱۹۹۳     |      |
| آرتاشس کارینیان                     | ۱۸۸۶–۱۹۸۲     |      |
| سن آروشاتیان                        | ۱۹۲۸–۲۰۱۴     |      |
| یغیشه آساطریان                      | ۱۹۱۴–۲۰۰۸     |      |
| تساتور آقایان                       | ۱۹۱۱–۱۹۸۲     |      |
| تاتول آلتونیان                      | ۱۹۰۱–۱۹۷۳     |      |
| آرتیوم آلیخانیان                    | ۱۹۰۸–۱۹۷۸     |      |
| میناس آوتیسیان                      | ۱۹۲۸–۱۹۷۵     |      |
| ایساهاک ایساگولوف                   | ۱۹۰۷–۱۹۹۳     |      |
| آرنو باباجانیان                     | ۱۹۲۱–۱۹۸۳     |      |
| ادوارد باغداساریان                  | ۱۹۲۲–۱۹۸۷     |      |
| آوت ترتریان                         | ۱۹۲۹–۱۹۹۴     |      |
| آرمن تیگرانیان                      | ۱۸۷۹–۱۹۵۰     |      |
| گورگن جانیبکیان                     | ۱۸۹۷–۱۹۷۸     |      |
| هاروتیون چوغوریان                   | ۱۸۶۴–۱۹۳۸     |      |
| رودولف خاچاطریان                    | ۱۹۳۷–۲۰۰۷     |      |
| آغاسی خانجیان                       | ۱۹۰۱–۱۹۳۶     |      |
| گریگور خانجیان                      | ۱۹۲۶–۲۰۰۰     |      |
| هایکانوش دانیلیان                   | ۱۸۹۳–۱۹۵۸     |      |
| درنیک دمیرچیان                      | ۱۸۷۷–۱۹۵۶     |      |
| فرونزه دولاتیان                     | ۱۹۲۷–۱۹۹۷     |      |
| هاکوب زاروبیان                      | ۱۹۰۸–۱۹۸۰     |      |
| قازاروس ساریان                      | ۱۹۲۰–۱۹۹۸     |      |
| تاتویک سازانداریان                  | ۱۹۱۶–۱۹۹۹     |      |
| متاکسیا سیمونیان                    | ۱۹۲۶–۱۹۸۷     |      |
| ارازم کارامیان                      | ۱۹۱۲–۱۹۸۵     |      |
| استپان کوورکوف                      | ۱۹۰۳–۱۹۹۱     |      |
| آلکساندر گریگوریان (مدیرهنری تئاتر) | ۱۹۳۶–۲۰۱۷     |      |
| سوتلانا گریگوریان                   | ۱۹۳۰–۲۰۱۴     |      |
| اولگا گولازیان                      | ۱۸۸۶–۱۹۷۰     |      |
| داویت مالیان                        | ۱۹۰۴–۱۹۷۶     |      |
| هنریک مالیان                        | ۱۹۲۵–۱۹۸۸     |      |
| موشغ میکائلیان                      | ۱۹۴۸–۲۰۰۴     |      |
| آرام نالباندیان                     | ۱۹۰۸–۱۹۸۷     |      |
| بابکن نرسیسیان                      | ۱۹۱۷–۱۹۸۶     |      |
| واغارش واغارشیان                    | ۱۸۹۴–۱۹۵۹     |      |
| تاتیانا هایراپتیان                  | ۱۹۲۴–۲۰۱۶     |      |
| پطروس هایکازیان                     | ۱۹۲۴–۲۰۱۸     |      |
| هرانت شاهینیان                      | ۱۹۲۳–۱۹۹۶     |      |
| آرمن یریتسیان                       | ۱۹۶۰–۲۰۱۶     |      |
| آلکسی یکیمیان                       | ۱۹۲۷–۱۹۸۲     |      |
| ولادیمیر ینگیباریان                 | ۱۹۳۲–۲۰۱۳     |      |